# Enrique Ugartechea
Enrique Ugartechea fue un luchador profesional, entrenador, actor, cronista deportivo y empresario mexicano de origen italiano, considerado como el creador del estilo clásico de «lucha libre mexicana» y el primer luchador profesional mexicano.

## Biografía

### Infancia y juventud
Enrique nació en Xalapa, Veracruz, hijo del burócrata José Ugartechea, y Luz Lazarín. Dos años después de su nacimiento, él y su familia se mudaron a la Ciudad de México.
A los trece años asistió a una función de circo, en la cual presenció el acto del atleta y luchador italiano Romulus 'La Balanza Humana'. Asombrado por la fuerza del artista, decide que quiere convertirse en luchador.
Actuó en el Circo Orrín.
El Hombre más Fuerte de México
En 1903, Ugartechea se enfrentó a Romulus en un combate por su campeonato de lucha grecorromana. El duelo se llevó a cabo el 27 de junio en la plaza de toros del Parque de Chapultepec. Las promociones y los resultados de dicho combate adquirieron cierta relevancia, siendo publicados en periódicos locales. A diferencia del italiano, Ugartechea no poseía habilidades de pelea, valiéndose únicamente de su complexión atlética y trabajada. A pesar de ello, Ugartechea fue ovacionado mientras que Romulus tuvo que dejar el lugar en medio de una lluvia de basura. A partir de este momento, Ugartechea sería conocido como "el hombre más fuerte de México".
Pronto, Ugartechea y algunos colegas fisicoculturistas y boxeadores comenzaron a dar funciones en plazas de toros, teatros y carnavales a lo largo del país. Estas presentaciones impulsaron la carrera del joven veracruzano, quien fue enviado como representante no oficial a los Juegos Olímpicos de San Luis de 1904. Este viaje sería el primero de muchos, en los que Enrique nutrió su calidad deportiva, además de convertirse en la cara de Spalding en México. 
En 1905, fundó la Escuela de Cultura Física, el primer gimnasio para luchadores profesionales en el Palacio Metropolitano de Tacuba 15. En dicho lugar, Enrique entrenaba a sus compatriotas en el culturismo y el boxeo. También organizaba combates de box y lucha, a los que asistía gente de todas las clases sociales.  
Se decantó por la actuación durante un tiempo, interpretando a Ursus en la versión mexicana de Quo vadis?.
En 1917 participó en el filme péplum Maciste Turista, dirigida por Santiago Sierra, siendo el primer luchador profesional en participar en una película de ficción.
En 1918 acompañó a Arthur Cravan en su último combate de box, donde además fungió como referí.
Tuvo un hijo llamado Rolando. 
Fundó otro gimnasio de Cultura Física, en Puebla. También fundó la Arena Roland, nombrada en honor a su hijo, en el 11 de la calle Norte, en Puebla. En dicha arena fallecería La Pantera Negra en 1934.  
Entrenó a luchadores de renombre como El Gladiador y Luis Ramírez Romero 'El Chino'. 